# Герм
Герм (фр. Herm) — невеликий (близько 2 км ²) острів Нормандських островів, що входить до складу коронного володіння Великої Британії Ґернсі.

## Короткий опис
Герм — найменший з Нормандських островів з постійним населенням і з вільним відвідуванням. Проте автомобілі та велосипеди використовувати на острові заборонено. Хоча місцевим жителям дозволяється використовувати квадроцикли та міні-трактори.
На острові знайдені печери епохи неоліту, а перше поселення датується VI століттям.
Населення острова становить близько 60 осіб (2005), проте Герм має власні прапор та герб. Жителі острова розмовляють французькою.
Головна прикмета острова — білосніжний піщаний пляж.
1973 року Велика Британія приєдналася до ЄС, таким чином Нормандські острови, Острів Мен і Гібралтар входили до Європейського Союзу через членство Сполученого Королівства Великої Британії та Північної Ірландії. 
Але, оскільки Велика Британія з 31 січня 2020 р. перестала бути членом ЄС, всі ці території також автоматично перестали належати до Європейського Союзу.

## Галерея

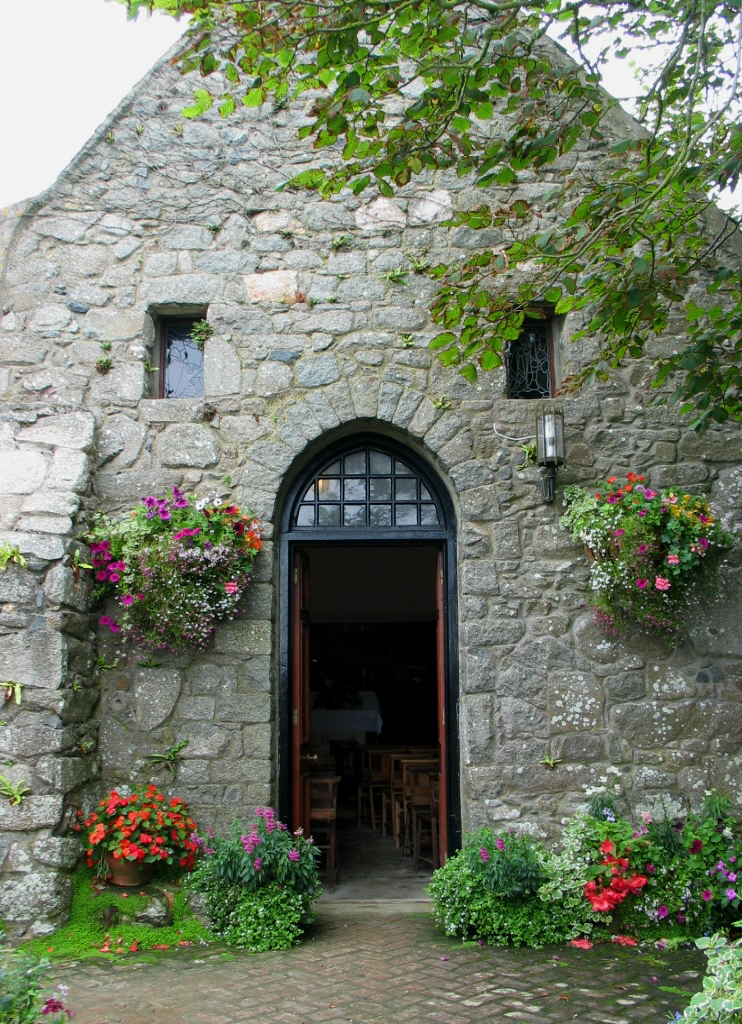
Каплиця острова
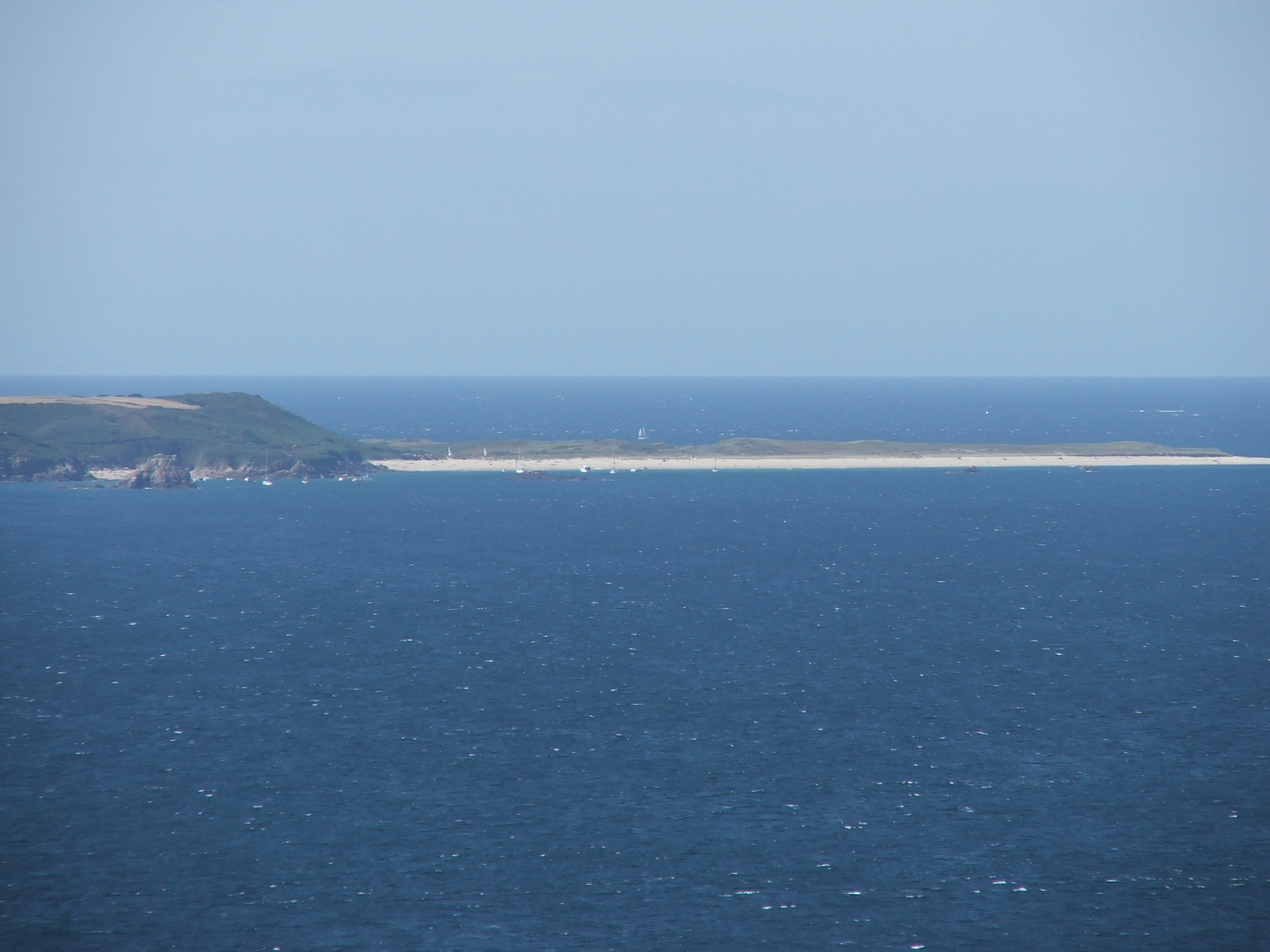
Вид на Герм з острова Сарк